# Оле Лунд Киркегор
Оле Лунд Киркегор (на датски: Ole Lund Kirkegaard) е датски учител и писател, автор на произведения в жанра детска литература.

## Биография и творчество
Оле Лунд Киркегор е роден на 29 юли 1940 г. в Орхус, Дания, в семейството на Ниелс и Елен Киркегор. Баща му е зъболекар. Израства в Скандерборг. Завършва средното си образование в катедралната гимназия Аархус през 1959 г. Отбива военната си служба като моряк и след това работи като възпитател. През 1963 г. завършва педагогика в Орхуския колеж за обучение на учители. След дипломирането си работи като начален учител в малко училище в село Оу в Северна Дания.
Прави своя дебют като писател през 1966 г. с новелата „Драконът“, с който печели литературен конкурс за произведения за деца организиран от вестник „Политикен“.
Първият му роман за деца „Виргил Дребосъка“ е публикуван през 1967 г. Героите му са изобретателни, игриви деца, които заедно с чудновати герои, се в противоречие с възрастни и закостенелите норми на обществото, възрастни, които са забравили детството си. Книгата е много успешна и го прави известен.
Приключенията на неговите герои продължават и в книгите „Ото е носорог“, „Гумения Тарзан“, и др., където продължава борбата на децата срещу възрастните. Те са илюстрирани и с негови собствени наивни рисунки. Книгите му стават класика в жанра на детската литература.
Много от произведенията му са екранизирани в детски и анимационни филми.
През 1977 г. той решава да напусне работата си на учител и да се посвети на писателската си кариера. Скъсването на диалога с децата обаче го лишава от вдъхновението да пише и той започва да изнася лекции на различни места и да има проблеми с алкохола. Семейството стига до развод и съпругата му се отделя с двете им деца.
Три месеца след развода, след една от лекциите си той пие повече, пада на пътя и получава хипотермия. Оле Лунд Киркегор умира на 24 март 1979 г. в Стендеруп. На името на книгата му „Виргил Дребосъка“ е наречено училището в Оу (до закриването му през 2011 г.), което служи като фон и вдъхновение на творбите му.
През 2010 г. е издадена негова биография от Йенс Андерсен, в която се прави връзка с обществените течения, които са довели до младежките бунтове през 1968 г. и живота на писателя, психологическия конфликт между неговия успех и личните му проблеми, довели до неговото самоунищожение.

## Произведения
- Lille Virgil (1967)
„Виргил Дребосъка“ в „Гумения Тарзан: Повести“, изд.: ИК „Отечество“, София (1984), прев. Анюта Качева, Пиринка Пенкова
- Albert (1968)
- Orla Frøsnapper (1969)
- Hodja fra Pjort (1970)
- Otto er et næsehorn (1972)
„Ото е носорог“ в „Гумения Тарзан: Повести“, изд.: ИК „Отечество“, София (1984), прев. Анюта Качева, Пиринка Пенкова
- Gummi-Tarzan (1975)
„Гумения Тарзан“ в „Гумения Тарзан: Повести“, изд.: ИК „Отечество“, София (1984), прев. Анюта Качева, Пиринка Пенкова
- Kikkebakke Boligby (1977) – сценарий
- En flodhest i huset (1978)
- Frode og alle de andre rødder (1979)
- Per og bette Mads (1981)
- Mig og Bedstefar – og så Nisse Pok (1982)
- Tippe Tophat og andre fortællinger (1982)
- Anton og Arnold flytter til byen (1988)
- Anton og Arnold i det vilde vesten (1988)
- Frække Friderik (2008)
- Sæbekasse-bilen (2014)

### Екранизации
- Lille Virgil og Orla Frøsnapper (1980)
- Gummi Tarzan (1981)
- Otto er et næsehorn (1983)
- Hodja fra Pjort (1985)
- Albert (1998)
- Frode og alle de andre rødder (2008)
- Orla Frøsnapper (2011) – анимация
- Gummi T (2012) – анимация
- Otto er et næsehorn (2013) – анимация
- Albert (2015) – анимация

### Книги за писателя
- Ole Lund Kirkegaards indre liv (2010)